# 羅薩瓦 (米羅諾夫卡區)
49°42′4″N 30°57′10″E / 49.70111°N 30.95278°E

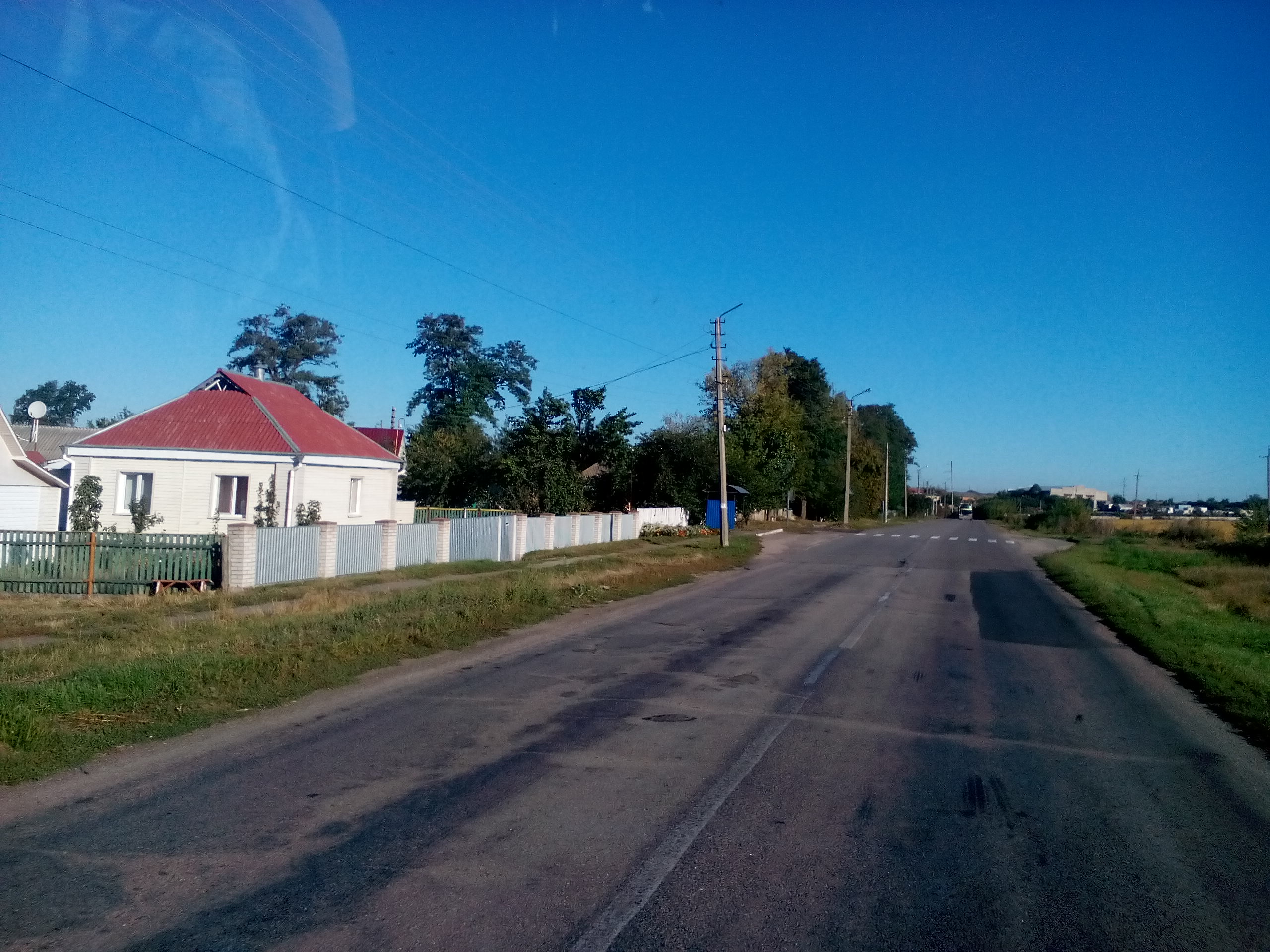

羅薩瓦（烏克蘭語：Росава）是位於烏克蘭北部的村莊，由基辅州奧布希夫區的米羅尼夫卡市鎮負責管轄。該村始建於1560年，面積60.9平方公里，海拔高度114米，2001年人口2,684，人口密度每平方公里39.6人。